# Tragia nepetifolia
Tragia nepetifolia är en törelväxtart som beskrevs av Antonio José Cavanilles. Tragia nepetifolia ingår i släktet Tragia och familjen törelväxter. Inga underarter finns listade i Catalogue of Life.